# Herhalingsvariatie
Een herhalingsvariatie is een geordende keuze van {\displaystyle k} objecten uit een totaal van {\displaystyle n}. We realiseren zo'n variatie door uit een verzameling van {\displaystyle n} elementen er met teruglegging {\displaystyle k} te kiezen en de volgorde van kiezen te onthouden.
Het aantal variaties van {\displaystyle k} uit {\displaystyle n}, wel genoteerd als {\displaystyle (n)_{k}}, wordt gegeven door {\displaystyle n^{k}}. Dat is als volgt in te zien. Voor het trekken van het eerste object zijn {\displaystyle n} mogelijkheden. Voor het trekken van het tweede object zijn er opnieuw,{\displaystyle n} mogelijkheden, want de trekkingen zijn met teruglegging. Voor het trekken van {\displaystyle k} objecten zijn er zo {\displaystyle n^{k}} mogelijkheden.

## Voorbeeld
Belgische nummerplaten bestaan uit drie letters en drie cijfers, bijvoorbeeld ABA 123. De I en de O worden niet gebruikt, omdat die te veel met de 1 en de 0 overeenkomen, met uitzondering van de O voor oldtimers. Hoeveel mogelijkheden zijn er om nummerplaten samen te stellen?
Per letter zijn er 24 mogelijkheden. Kies drie letters met teruglegging en in volgorde, dus een herhalingsvariatie. Er zijn {\displaystyle 24^{3}=13824} mogelijkheden. Voor de cijfers hetzelfde. Daar moeten drie cijfers worden gekozen en dat geeft {\displaystyle 10^{3}=1000} mogelijkheden. In totaal zijn er {\displaystyle 24^{3}\cdot 10^{3}=13\;824\;000} mogelijkheden. Dat zijn meer nummerplaten dan er Belgen zijn.